# KIZUNA Station
KIZUNA Station（キズナ・ステーション）は、ミュージックバード for コミュニティFMで放送されている特別番組。当番組を視聴するには、ネットを行うコミュニティ放送局を経由で視聴する必要がある。

## 概要
2011年3月11日、東日本大震災が発生し、東北や北関東を中心に大きな被害が出る。その中でコミュニティFM局や臨時災害放送局は24時間体制で情報を発信し続けた。
この番組は各地で"地域の生活メディア"として注目を集める全国コミュニティFMを結んで送る特別番組。キーワードは『「絆」を創るラジオ～被災地と全国のリスナーを結ぶ公開生放送』。
番組はスタジオではなく、別の個所からの公開生放送形式で行われる。
番組はミュージックバードと公開生放送を行う地域の放送局がタッグを組んでキー局となり、ミュージックバードを配信していないコミュニティ放送局も含めた全国に向けて放送される。エリアの中には自社編成番組を休止して本番組のネットを優先するところもある一方で、ミュージックバードを配信しているエリアであっても番組の編成や独自に震災特別番組を組むためにネットの一部ないしは全体を返上するところもある。

## 放送データ
- 第5回（2013年3月）・7回（2014年）・8回（2015年）は「アフタヌーン・パラダイス」の特別番組位置づけであり、『アフパラスペシャル KIZUNA Station』としている。
- 第13回（2020年）は番組史上初めて、台湾・高雄市から放送する予定だったが、新型コロナウイルスの感染拡大を考慮し、東京都千代田区のミュージックバード本社からの放送となった。また、ツイキャスでスタジオの様子を同時配信した[1]。加えて、番組内で新型コロナウイルス関連の最新情報も伝えた。

| 放送データ一覧 | 放送データ一覧               | 放送データ一覧                                         | 放送データ一覧                   | 放送データ一覧                                             |
| 放送回         | 日時                         | 放送地 放送局                                          | パーソナリティ                   | 主なゲスト                                                 |
| -------------- | ---------------------------- | ------------------------------------------------------ | -------------------------------- | ---------------------------------------------------------- |
| 01             | 2012年03月11日 7:00 - 9:00   | 岩手県宮古市 みやこさいがいエフエム                    | 浜菜みやこ                       | -                                                          |
| 01             | 9:00 - 11:00                 | 宮城県石巻市 石巻コミュニティ放送                      | 高原由香子・上原喜光             | 桑江知子・神取忍                                           |
| 01             | 12:00 - 14:00                | 福島県いわき市 いわき市民コミュニティ放送              | 小室等・坂本美知子（FMいわき）   | こむろゆい・BSB（Beach Street Boys：木村世治、押田竜太郎） |
| 01             | 14:00 - 17:00                | 宮城県仙台市宮城野区 仙台シティエフエム                | 大西貴文                         | 庄野真代・桑江知子・Bon Voyage（吉廣麻子＆鏑木裕）         |
| 02             | 2012年08月12日 7:00 - 11:00  | 新潟県新潟市西区 （局不明）                            | 浜菜みやこ・上原喜光・高原由香子 | 西村智奈美（厚生労働副大臣・当時）・神取忍                 |
| 03             | 2012年09月01日               | -                                                      | -                                | -                                                          |
| 04             | 2012年12月02日 7:00 - 11:30  | 秋田県秋田市 秋田コミュニティー放送                    | 浜菜みやこ・上原喜光             | 穂積志（秋田市長）・バリトン伊藤・藤田ゆうみん             |
| 05             | 2013年03月10日 7:00 - 11:00  | 宮城県石巻市 石巻コミュニティ放送                      | 浜菜みやこ・上原喜光             | 亀山紘（石巻市長）・須田善明（女川町長）・クミコ           |
| 05             | 2013年03月11日 13:00 - 16:55 | 宮城県名取市 なとりさいがいエフエム 仙台シティエフエム | 岸田敏志・光部愛                 | めおと楽団ジキジキ                                         |
| 06             | 2013年09月15日 9:00 - 11:00  | 秋田県秋田市 秋田コミュニティー放送                    | わたなべヨシコ・上原喜光         | 穂積志（秋田市長）                                         |
| 06             | 16:00 - 17:55                | 秋田県秋田市 秋田コミュニティー放送                    | わたなべヨシコ・上原喜光         | 因幡晃・EPO                                                |
| 07             | 2014年03月11日 13:00 - 16:55 | 宮城県仙台市 仙台シティエフエム                        | 渡辺真知子・小川もこ             | みやぎびっきの会                                           |
| 08             | 2015年03月11日 13:00 - 16:55 | 岩手県宮古市 宮古エフエム放送                          | 小室等・白神直子                 | 普天間かおり・こむろゆい                                   |
| 09             | 2016年03月11日 13:00 - 16:55 | 岩手県釜石市 かまいしさいがいエフエム                  | 因幡晃・夏目真紀子               | -                                                          |
| 10             | 2017年03月11日 13:00 - 16:55 | 福島県南相馬市 みなみそうまさいがいエフエム            | 岡野美和子・川久保秀一           | 桜井勝延（南相馬市長・当時）・坪倉正治                     |
| 11             | 2018年03月11日 13:00 - 16:55 | 福島県いわき市 いわき市民コミュニティ放送              | わたなべヨシコ・川久保秀一       | 井上昌己                                                   |
| 12             | 2019年03月11日 13:00 - 16:55 | 岩手県大船渡市 FMねまらいん                            | 岸田敏志・岡野美和子             | 沢田知可子・戸田公明（大船渡市長）                         |
| 13             | 2020年03月11日 13:00 - 16:55 | 東京都千代田区 ミュージックバード本社                  | 沢田知可子・蒼山慶大             | -                                                          |
| 12             | 2021年03月11日 13:00 - 16:55 | 東京都千代田区 ミュージックバード本社                  |                                  |                                                            |
| 13             | 2022年03月11日 13:00 - 16:55 | 東京都千代田区 ミュージックバード本社                  | 岡野美和子・大西貴文             | 松島康生（災害リスク評価研究所代表）                       |
| 14             | 2023年03月11日 13:00 - 15:55 | 東京都千代田区 ミュージックバード本社                  | 岡野美和子・大西貴文             | 松島康生（災害リスク評価研究所代表）                       |